# Pachyphymus carinatus
Pachyphymus carinatus är en insektsart som beskrevs av Vitaly Michailovitsh Dirsh 1956. Pachyphymus carinatus ingår i släktet Pachyphymus och familjen gräshoppor. Inga underarter finns listade i Catalogue of Life.